# Jambearum (Pasrujambe)
Jambearum is een bestuurslaag in het regentschap Lumajang van de provincie Oost-Java, Indonesië. Jambearum telt 3259 inwoners (volkstelling 2010).